# Pużary
Pużary (deutsch Wilhelmsthal (Gut)) ist ein Ort in der polnischen Woiwodschaft Ermland-Masuren und gehört zur Landgemeinde Szczytno (Landgemeinde Ortelsburg) im Powiat Szczycieński (Kreis Ortelsburg).

## Geographische Lage
Pużary liegt in der südlichen Mitte der Woiwodschaft Ermland-Masuren, 16 Kilometer südöstlich der Kreisstadt Szczytno (deutsch Ortelsburg).

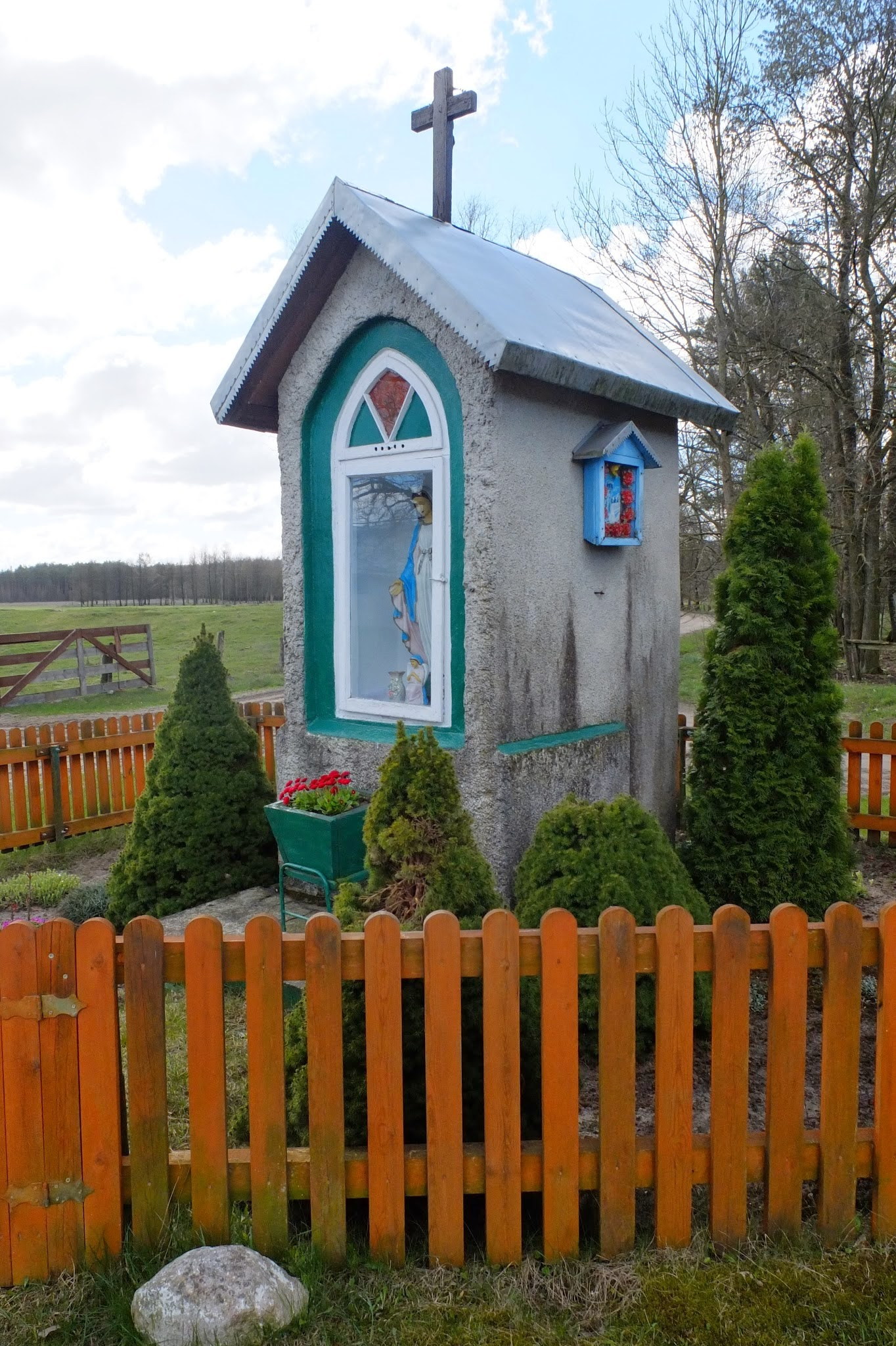
Bildstock (I) in Pużary

## Geschichte

### Ortsgeschichte
Das Gut Wilhelmsthal wurde 1822 gegründet und war vorher als Pusarren eine Försterei. Der Gutsbezirk Wilhelomsthal wurde am 16. Juli 1874 Amtsdorf und damit namensgebend für einen Amtsbezirk, der bis 1945 bestand und zum Kreis Ortelsburg im Regierungsbezirk Königsberg (ab 1905: Regierungsbezirk Allenstein) in der preußischen Provinz Ostpreußen gehörte. Im Jahre 1910 zählte das Gutsdorf 30 Einwohner.
Am 30. September 1928 verlor der Gutsbezirk Wilhelmsthal seine Eigenständigkeit und wurde in die Landgemeinde Gawrzialken (polnisch Gawrzyjałki) eingemeindet, die zum gleichen Zeitpunkt in „Wilhelmsthal“ umbenannt wurde.
Mit der Überstellung des gesamten südlichen Ostpreußen 1945 kam auch Wilhelmsthal in Kriegsfolge an Polen. Der Ort erhielt die polnische Namensform „Pużary“ und ist heute „część wsi Gawrzyjałki“ („ein Teil des Dorfes Gawrzyjałki“) und somit im Nachbarort aufgegangen. Gawrzyjałki liegt im Gebiet der Landgemeinde Szczytno (Ortelsburg) im Powiat Szczycieński (Kreis Ortelsburg).

### Amtsbezirk Wilhelmsthal (1874–1945)
Bei seiner Errichtung gehörten zum Amtsbezirk Wilhelmsthal zwölf Dörfer. Am Ende waren es noch elf:
| Deutscher Name     | Geänderter Name 1938 bis 1945  | Polnischer Name | Bemerkungen                        |
| ------------------ | ------------------------------ | --------------- | ---------------------------------- |
| Alt Suchoroß       | Ostfließ                       | Stary Suchoros  |                                    |
| Bärenbruch         |                                | Niedźwiedzie    |                                    |
| Bialygrund         | (ab 1934:) Weißengrund         | Biały Grund     |                                    |
| Gawrzialken        | (ab 1928:) Wilhelmsthal (Dorf) | Gawrzyjałki     |                                    |
| Jeromin            |                                | Jerominy        |                                    |
| Kelbassen          | (ab 1935:) Wehrberg            | Kiełbasy        |                                    |
| Konraden           |                                | Konrady         |                                    |
| Neu Suchoroß       | Auerswalde (Ostpr.)            | Nowy Suchoros   |                                    |
| Radostowen         | (ab 1936:) Rehbruch            | Radostowo       |                                    |
| Wilhelmsthal (Gut) |                                | Pużary          | 1928 nach Gawrzialken eingemeindet |
| Zielonen           | Grünflur                       | Zielone         |                                    |
| Zielonygrund       | (ab 1933:) Schützengrund       | Orzeszki        |                                    |

Am 1. Januar 1945 bildeten die Dörfer Auerswalde, Bärenbruch, Grünflur, Jeromin, Konraden, Ostfließ, Rehbruch, Schützengrund, Wehrberg, Weißengrund und Wilhelmsthal (Dorf) noch den Amtsbezirk Wilhelmsthal.

## Kirche

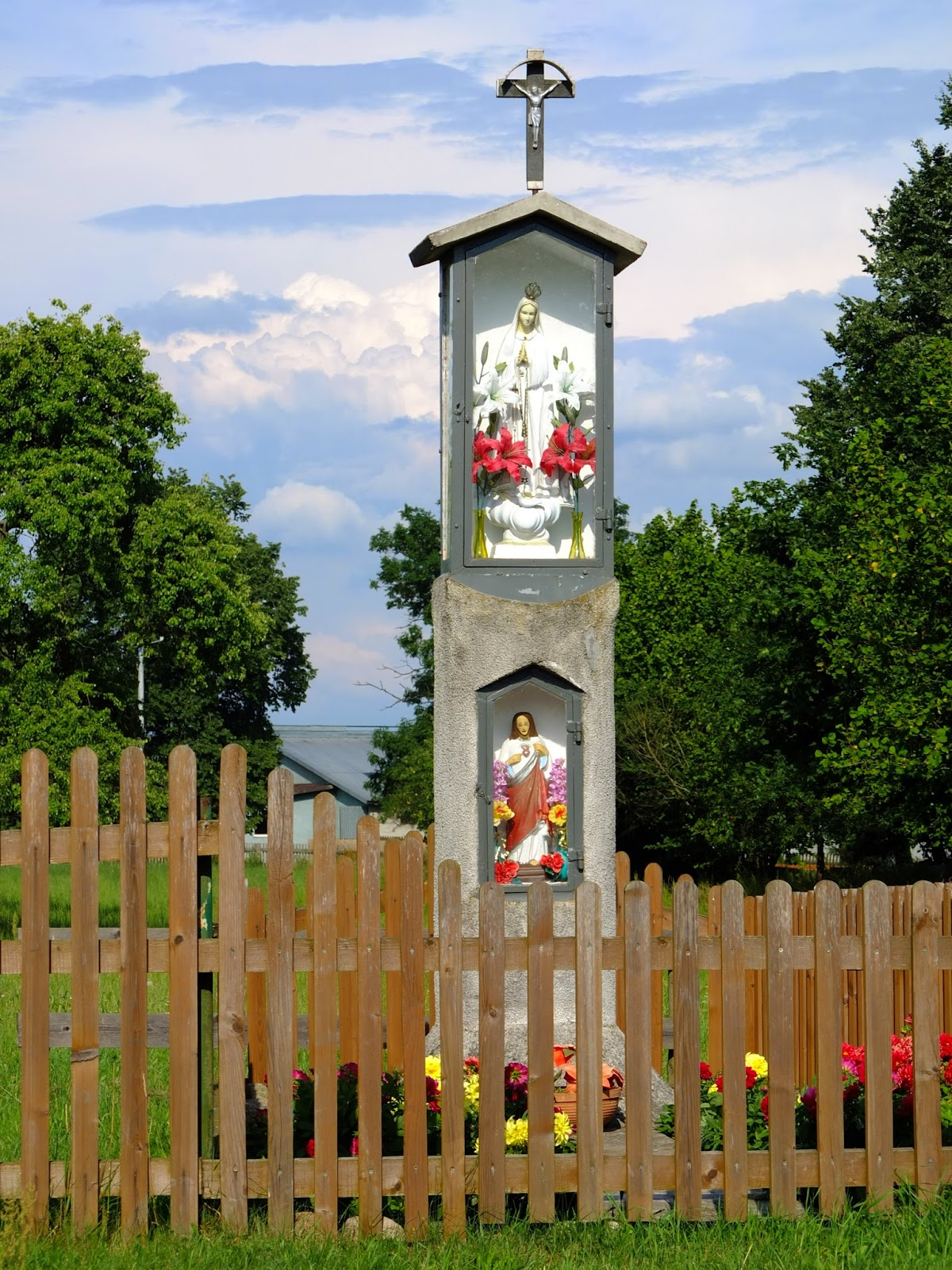
Bildstock (II) in Pużary

Bis 1945 war das Gut Wilhelmsthal in die evangelische Kirche Gawrzialken (1928 bis 1945 Wilhelmsthal, polnisch Gawrzyjałki) in der Kirchenprovinz Ostpreußen der Kirche der Altpreußischen Union sowie in die römisch-katholische Kirche Lipowitz (1933 bis 1945 Lindenort, polnisch Lipowiec) im Bistum Ermland eingepfarrt. Heute gehört Pużary zur katholischen Pfarrei Gawrzyjałki im jetzigen Erzbistum Ermland bzw. zur evangelischen Kirche Szcztyno in der Diözese Masuren der Evangelisch-Augsburgischen Kirche in Polen.

## Verkehr
Pużary liegt abseits des Verkehrsgeschehens an einer Nebenstraße, die Gawrzyjałki mit Lipowiec verbindet. Aus südlicher Richtung endet in Pużary außerdem eine Nebenstraße von Radostowo, das bereits im Gebiet der Gmina Rozogi liegt.

## Personen (Auswahl)
- Kuno von der Goltz (1817–1897), preußischer General